# Erasme d'Antioquia
Erasme, també anomenat Sant Elm o Sant Erm, va ser bisbe, potser d'Antioquia i, segons la tradició, de Formia i màrtir en temps de Dioclecià i Maximí el Traci (303) i soterrat en aquesta ciutat. Poca cosa més se'n sap; la Passió, compilada al segle vi, és totalment llegendària. Venerat a Campània i al Laci, és esmentat als martirologis antics sense més notícies.
No s'ha de confondre amb el beat Sant Telm, frare dominic castellà del segle xiii, i també, en les costes atlàntiques, sant patró dels mariners.

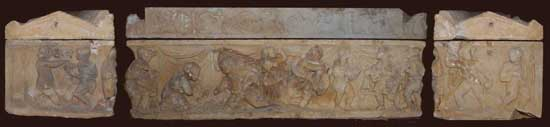
Sarcòfag romà que, dintre l'altar, guarda les restes de Sant Erasme

## Culte i patronatge

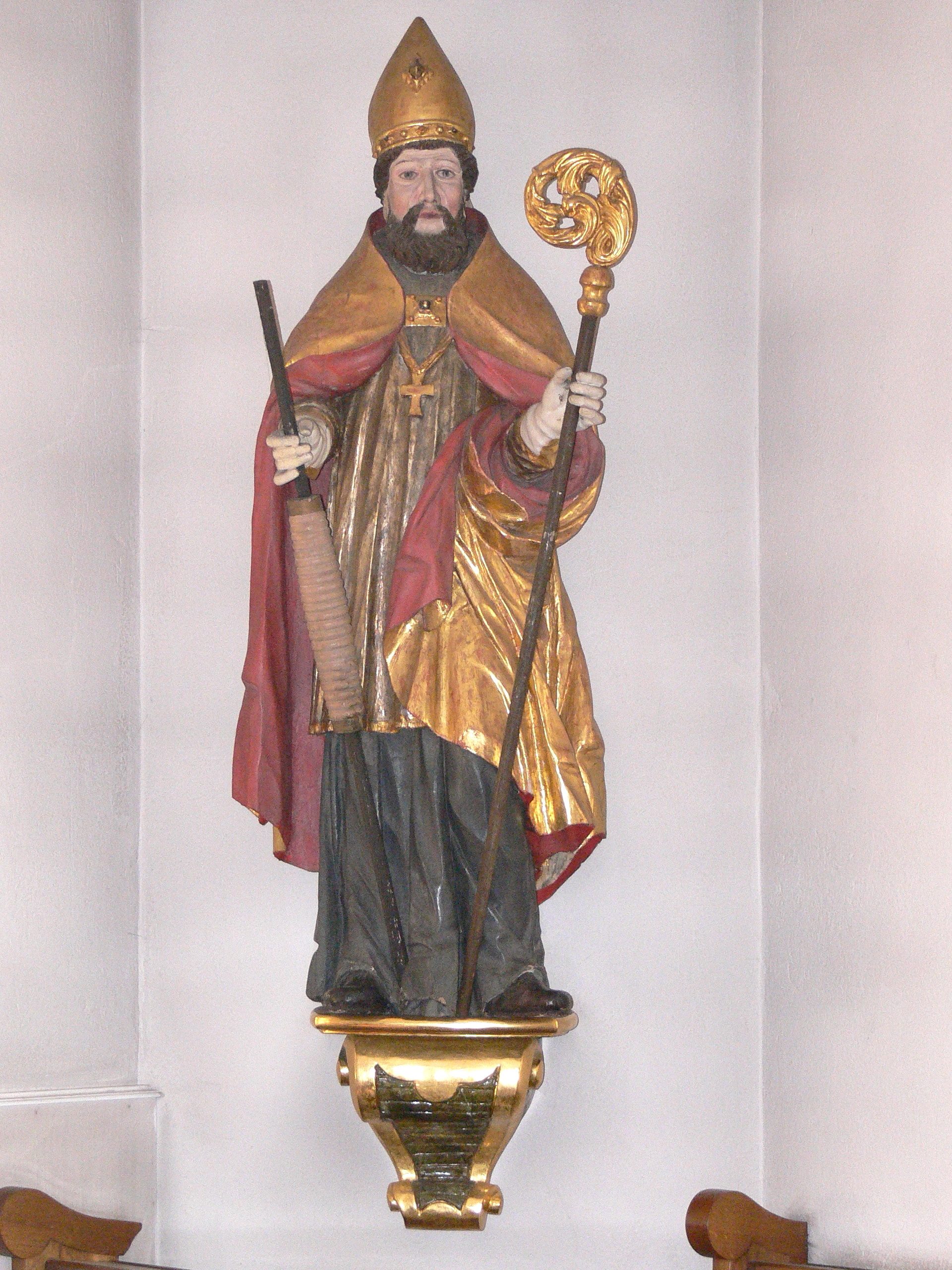
Talla a Ulrichsberg (1670)

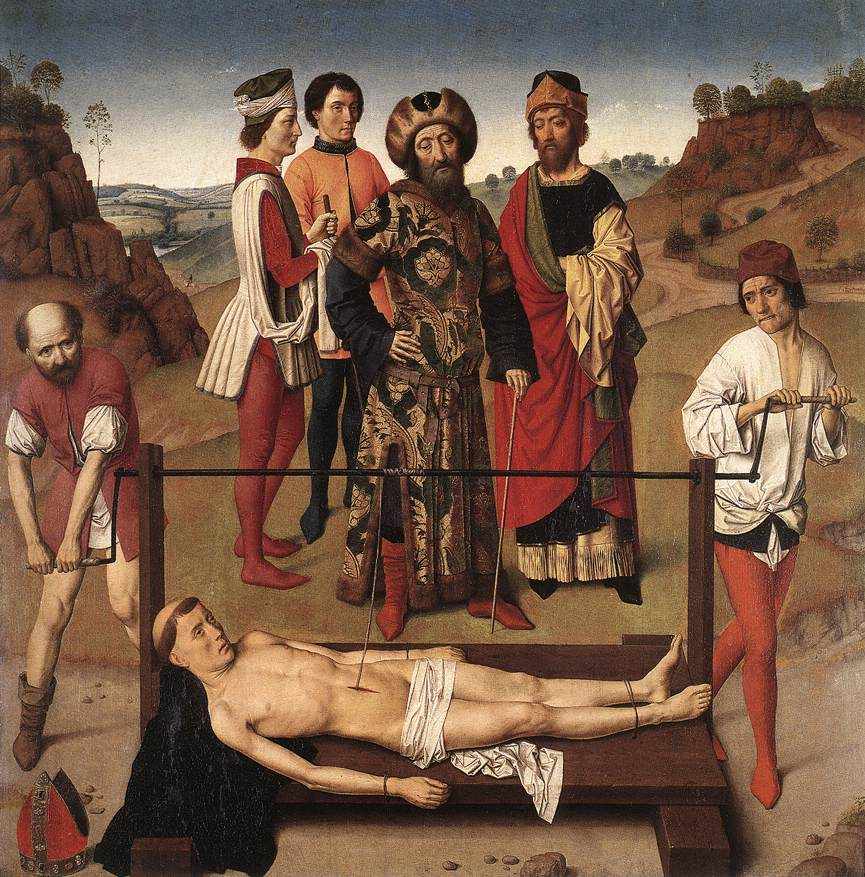
Pintura de Dirk Bouts (1458)

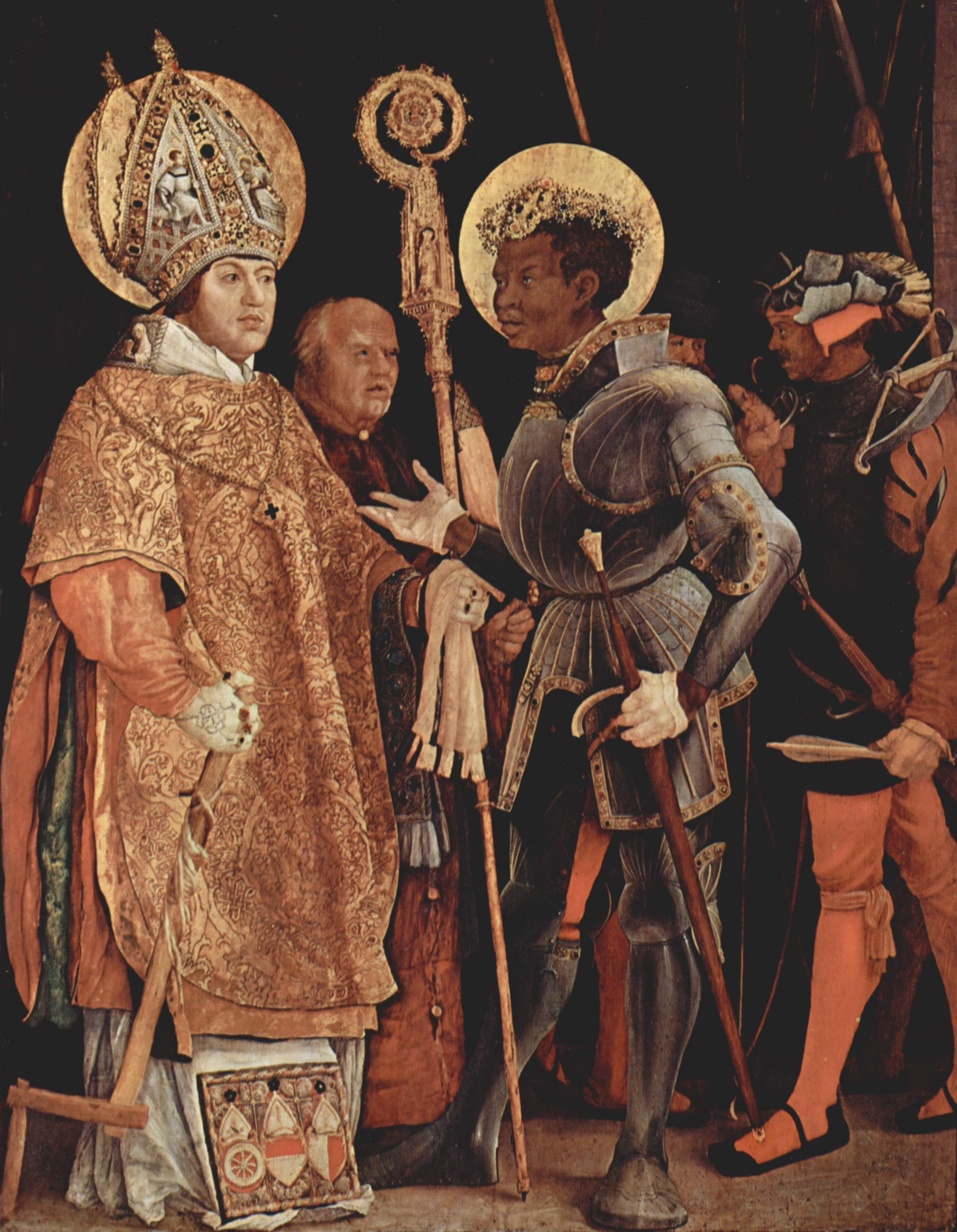
Sant Erasme i Sant Maurici (1517-23) per Matthias Grünewald conservada a l'Alte Pinakothek

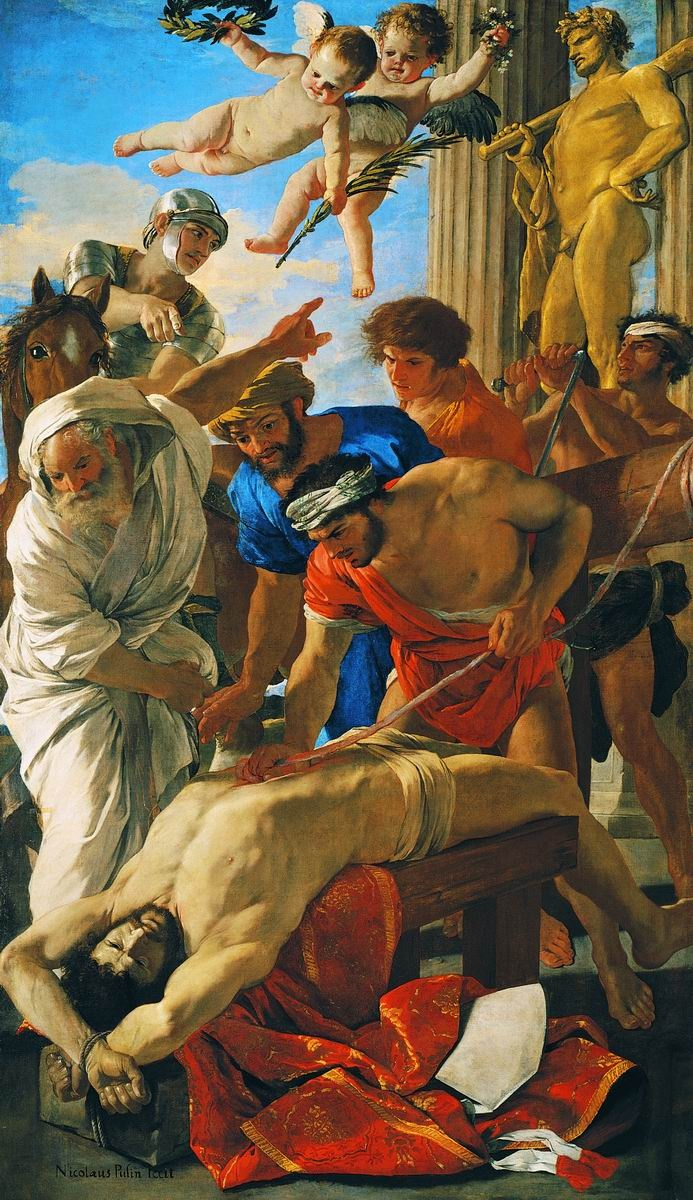
Martiri, per Nicolas Poussin (1629) (Pinacoteca Vaticana)

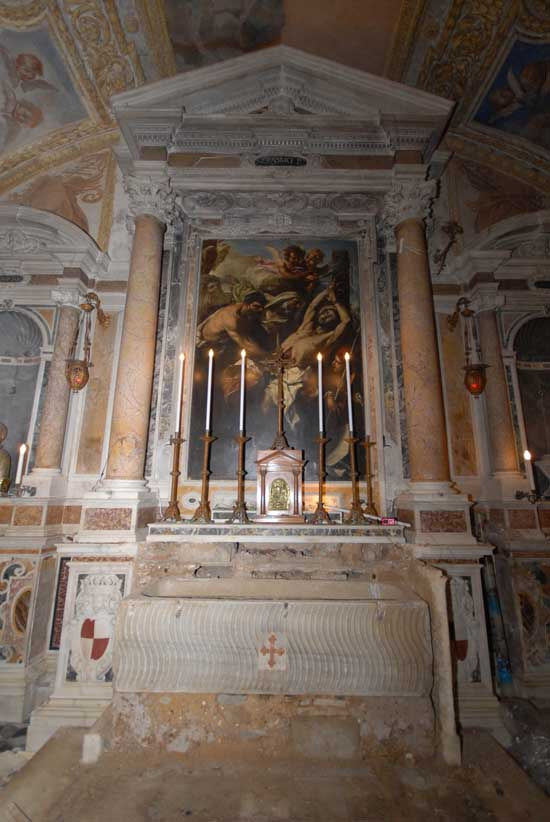
Cripta de la catedral, amb l'altar, dintre del qual on hi ha el sarcòfag amb les restes de St. Erasme i altres sants (se n'ha tret la pedra frontal de l'altar); retaule de Giacinto Brandi (1663)

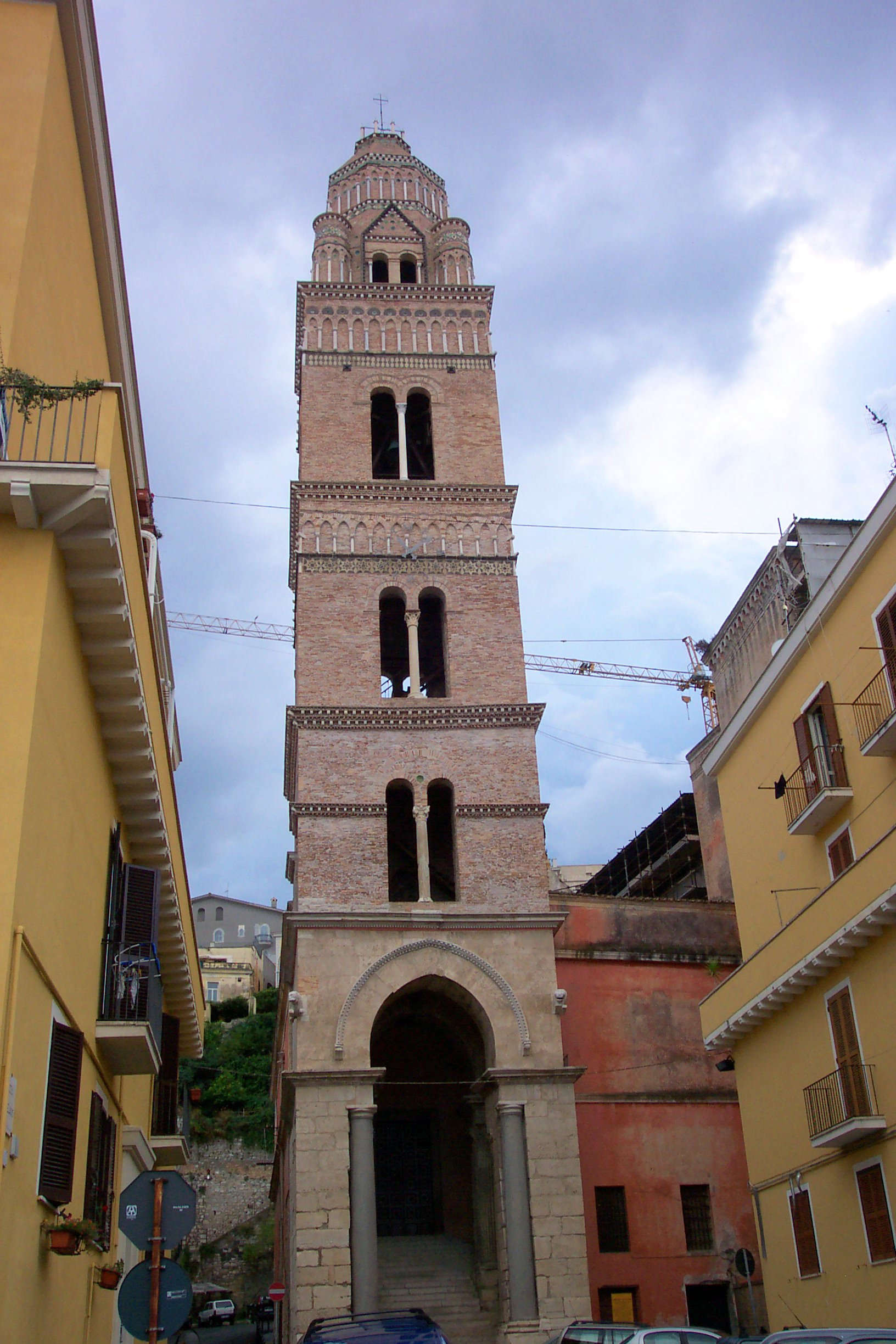
Campanar de la Catedral de St. Erasme de Gaeta

Quan Formia va ser destruïda pels sarraïns en 842, les relíquies van ser traslladades a la veïna Gaeta. En 917 van ser retrobades les relíquies i el màrtir va ser proclamat patró de la ciutat.
Durant l'Edat Mitjana, va ser invocat contra les epidèmies i els mariners el van adoptar com a patró, amb el nom de Sant Elm. Aquest patronatge es deu al fet que el sant havia continuat predicant fins i tot quan un llamp va caure-li al costat i va obrir el terra. Protegia els mariners de les tempestes sobtades i dels llamps, quan l'invocaven. Les descàrregues elèctriques als pals dels vaixells, anomenades Foc de Sant Elm, són considerades com un senyal de protecció pels mariners.
A les costes catalanes havia estat el patró tradicional dels navegants, però de mica en mica va anar essent substituït per altres com Sant Pere o la Mare de Déu del Carme.
També era invocat per a protegir-se dels còlics i malalties intestinals.

## Llegenda
Segons la passió, Erasme era oriünd d'Antioquia de l'Orontes. Quan van començar les persecucions ja era bisbe; va fugir a una caverna del Mont Libano, on va viure set anys. Retornat a la ciutat, va ser arrestat i jutjat, essent torturat amb diversos turments (la narració dels nombrosos turments és una de les més sangonoses de les actes dels martiris) i tancat. Miraculosament alliberat, marxà a Il·líria, on en set anys va convertir 400.000 persones. Novament arrestat, fou conduït a Sirmio, on aterrà un ídol i convertí 400.000 persones més. Erasme va ser torturat de nou amb turments variats. Alliberat un altre cop, ara per l'arcàngel Miquel, va anar a Formia, on va viure set dies i morí.
Les llegendes compilades a les Acta Sancti Erasmi es basen en llegendes i tradicions diverses, on es barregen elements procedents d'un altre Erasme d'Antiòquia. La Llegenda àuria el mostra com a bisbe de Formia, on va ser martiritzat. Segons aquesta tradició, en començar les persecucions de Dioclecià, Erasme va ser cridat davant el jutge. Hi va ser colpejat i torturat fins que li van rebentar les venes. Davant la serenitat del sant, va ser llençat a una fossa plena de serps i cucs i li vessaren a sobre oli bullent i sofre. Erasme resistia tot pregant, i una tempesta va dispersar els seus botxins. Llençat de nou a la fossa de les serps, un àngel l'alliberà.
Erasme continuà el seu ministeri, però el nou emperador, Maximià, tornà a reprendre la persecució. Novament arrestat, fou de nou banyat en oli bullent, li van vessar metalls fos a la boca per a fer-lo callar i fou tancat en una bóta plena de claus, puntes i vidres, que es va fer rodolar i estimbar des d'una muntanya. Un àngel, de nou, va salvar el sant. Llavors li arrencaren les dents amb tenalles, el lligaren a un pal i el van rostir a unes graelles. Li tragueren els ulls i les ungles i el van lligar a uns cavalls que l'arrossegaren. Com s'ha comentat, és una de les narracions de martiri més sanguinolentes de totes.
Salvat de nou, Erasme va fugir al Mont Libano, on uns corbs li portaven l'aliment. Va tornar a ser capturat i l'emperador el va fer cobrir de pega i cremat... però va sobreviure. Tancat perquè morís de gana, va tornar a ser alliberat miraculosament. Va passar el temps i Erasme va tornar a ser capturat i torturat, ara a Il·líria, on havia predicat. Aquí va tenir lloc el martiri definitiu: els seus budells li van ser extrets entortolligant-los a un argue o cabrestant. Encara hi ha una variant que diu que, alliberat per enèsima vegada, va morir en pau set dies després, a Formia, on l'havia portat un àngel.